# Marc Berthier
Pour les articles homonymes, voir Berthier.
Marc Berthier, né le 4 août 1935 à Compiègne et mort le 3 novembre 2022 à Neuilly-sur-Seine, est un designer et architecte français.
Certaines de ses réalisations font partie des collections permanentes de musées français et à travers le monde, du Centre Pompidou au MoMA de New York. Chevalier des Arts et des Lettres, il a reçu en 1986 par le Ministère de la Culture le Grand prix National de la Création Industrielle créé un an plus tôt; son prédécesseur en fut Roger Tallon.
Il a été directeur d’une Unité pédagogique à l’École nationale supérieure de création industrielle (ENSCI) de 1985 à 2000, parallèlement à son travail d’architecte avec Dimitri Avgoustinos.
Il a créé et dirigé Archi Plan Studio et Design Plan Studio de 1980 à 1990, puis Eliumstudio de 2000 à 2020.

## Les débuts
Marc Berthier est issu d'une famille de onze enfants et d'entrepreneurs. Son grand-père maternel, ingénieur entrepreneur, a inventé et déposé un brevet pour un parpaing. Sa grand mère est trapéziste. Son arrière-grand-père paternel Mazuire est maître des forges  dans le Creusot où il employait plus de deux mille ouvriers pour fabriquer des outils, des machines agricoles puis des pièces pour les automobiles Th. Schneider où son grand-père Maurice Toussaint est pilote et pilote d’essai. Ce dernier remporte plusieurs courses comme le Tour de France Automobile en 1924 jusqu’au Grand Prix des 6h en 1941, et participe à des concours d’élégance avec ma grand-mère, pour lesquels il avait fait peindre sa voiture avec un motif de pied-de-poule. Marc Berthier dit avoir été inspiré par ce personnage élégant auquel il ressemblait un peu. 
Il grandit à Asnières puis à Bois-Colombes, dans une maison Napoléon III qui tombe en morceaux. Marc Berthier se réfugie pendant la guerre dans la maison famillale Le Moulin Piccoli, construite au bord d'une cascade sur les hauteurs de Saint-Clément-lès-Mâcon  par son arrière-grand-père maternel, Jules Briola. 
Il étudie à 'École nationale d'éducation physique puis l'architecture aux Beaux-Arts de Paris. Il  fréquente également l'École nationale supérieure Arts décoratifs où étudie Marie-Laure Hermann qu'il épouse en 1959 et où il retrouve Guy de Rougemont, les illustrateurs Patrick Arlet (en), Jean Lagarrigue et Jean-Paul Goude, Olivier Mourgue, ... Alors qu'il est étudiant aux Beaux-arts, il trouve un premier travail en 1958 comme professeur d'éducation physique en étant le suppléant du maître d’éducation physique aux lycées Louis-le-Grand et Lavoisier, à Paris. Ses études sont interrompues par un service militaire d'une durée alors de trois ans, qu'il effectue de 1959 à 1962 en Allemagne, à Paris et en Algérie comme parachutiste. Excellent nageur, il sert en Algérie dans les nageurs de combat et une fois rendu à la vie civile il est GO-plongée au Club Med. Il lance dans la peinture et la sculpture.

## Les années 1960
Marie-Laure Berthier est amenée à travailler aux Galeries Lafayette dans le plus important bureau de style européen couvrant la mode et la maison. Le PDG de la SPAM, actionnaire des Galeries Lafayette, Jean d'Allens revient quant à lui d'Italie : séduit par le design italien inédit, il suggère de créer au sein des Galeries un studio consacré au design. Marie-Laure lui conseille de prendre un consultant et lui présente Marc Berthier, qui  intègre la SPAM en 1967 où lui est confiée l'organisation d'expositions. Il met progressivement en place un bureau de design intégré. Ce poste lui offre un champ d'intervention large : en plus d'aménagements ou décoration, il dessine des produits (arts de la table, luminaires, mobilier). 
En témoigne son premier « best-seller » : en 1968, Marc Berthier créée Les Ruches, un système de caissons modulables en mélamine accessoirisé de casiers en plastique de couleur. Diffusé aux Galeries Lafayette, fabriqué en très grande série par DF 2000 et proposé par la suite au premier catalogue Prisunic de 1968 et par Roche-Bobois, il est vendu à plus d'un million de modules et accessoires tout au long de sa commercialisation.

## Les années plastiques
Au début de l'âge d'or des objets plastiques,, il dessine, toujours pour le grand magasin parisien, le premier meuble de la collection Ozoo. Une table basse basée sur le concept de « Coffee Table » (comme un plateau sur quatre pieds). À l'époque, il fallut la faire réaliser par un fabricant de bateaux, en Normandie. Elle est ensuite produite en série de façon plus économique, en douze couleurs différentes. Diffusée par la société Diffusion d'Ameublement Nordique (DAN), vendue par Roche Bobois,, elle est présentée au salon Eurodomus, exposition organisée par la revue Domus, à Milan en 1970. Sur le même principe de production, un ensemble complet de mobilier, est créé qui vaut à Marc Berthier le Prix René Gabriel. La collection Ozoo est commercialisée jusqu'en 1976.
Les séries Ozoo 600 et Ozoo 700 forment la collection Ozoo. La plupart des modèles des séries Ozoo font partie des collections du Musée des arts décoratifs de Paris. Le minidesk retenu à l'époque pour équiper les écoles maternelles de Créteil, a sélectionné dans une exposition du MoMA en 2012, l'exposition Century of the Child : Growing by Design, 1900 – 2000.
Durant ces années d'intense activité, il œuvre en 1967 aux Galeries Lafayette à l'exposition Domus, formes Italiennes sous la supervision de Giò Ponti, architecte fondateur de la revue Domus;, et à l'initiative de Jean D'Allens, directeur général de la SPAM des Galeries Lafayette. L'exposition fait découvrir au grand public les créations italiennes les plus emblématiques du moment signées Gae Aulenti, Achile Castigioni, Marco Zanuso, Richard Sapper, Joe Colombo… La même année, il réalise, toujours au sein du grand magasin parisien, l'exposition L'Univers des jeunes qui présente de nouveaux acteurs de la contemporanéité, entre design et utopie radicale, dont Quasar et AJS Aérolande. En 1968, il réalise l'exposition Œil neuf sur la maison, état des lieux sur les tentatives de dépasser l'objet traditionnel et unifonctionnel par des containers multifonctions.

## Les années 1970
Les crises pétrolières de 1971 et 1973 font grimper le prix du matériau et décroitre d’autant son emploi. Épilogue d’une période ludique et colorée, fin du « Chant du Styrène » : l’exposition Le Plastique pour le plastique organisée au Centre National d'Art Appliqué Contemporain (CNAAC) en écho à l’exposition Plastic as Plastic , exposition présentée au Museum of Contemporay Craft, à New York, en 1969, fait la synthèse d’une décennie de travail sur ce matériau, exposant prototypes et productions en série de nombreux designers, dont Marc Berthier et ses contemporains Marc Held ou Étienne Fermigier.
Après les années plastiques, Marc Berthier réalise de nouveaux produits, utilisant le métal ou le bois. Il développe ainsi, dès 1972, Twenty Tube, un programme complet de mobilier démontable en tube métallique laqué de couleur et toile écrue : lits superposés, chaise cantilever et bureau, étagères, table roulante. Il conçoit également, parmi d'autres créations, le premier mobilier scolaire modulaire en tube, destiné à être monté tel un Meccano, d’où son nom de Mecanotube. Alors que s'édifient en effet les gros tuyaux colorés de Beaubourg, les équipements scolaires imaginés en tube d'acier époxy laqué au four, répondent ainsi à un concours lancé conjointement en 1975, avec l'UGAP, le CCI et le Groupe interministériel d'Étude de mobilier scolaire - Villes nouvelles pour équiper vingt collèges. Mis au point en collaboration avec le designer Daniel Pigeon et le sociologue Henri-Pierre Jeudy, ce système modulaire permet à l'enseignant et à ses élèves de créer leur environnement spatial selon leurs besoins et leur imagination. Il est présenté sur invitation de François Barré, du Centre de création industrielle (CCI), à l'inauguration du Centre Georges Pompidou en 1977 dans la Galerie d'actualité dirigée par Gilles de Bure, un an avant sa présentation au public. 

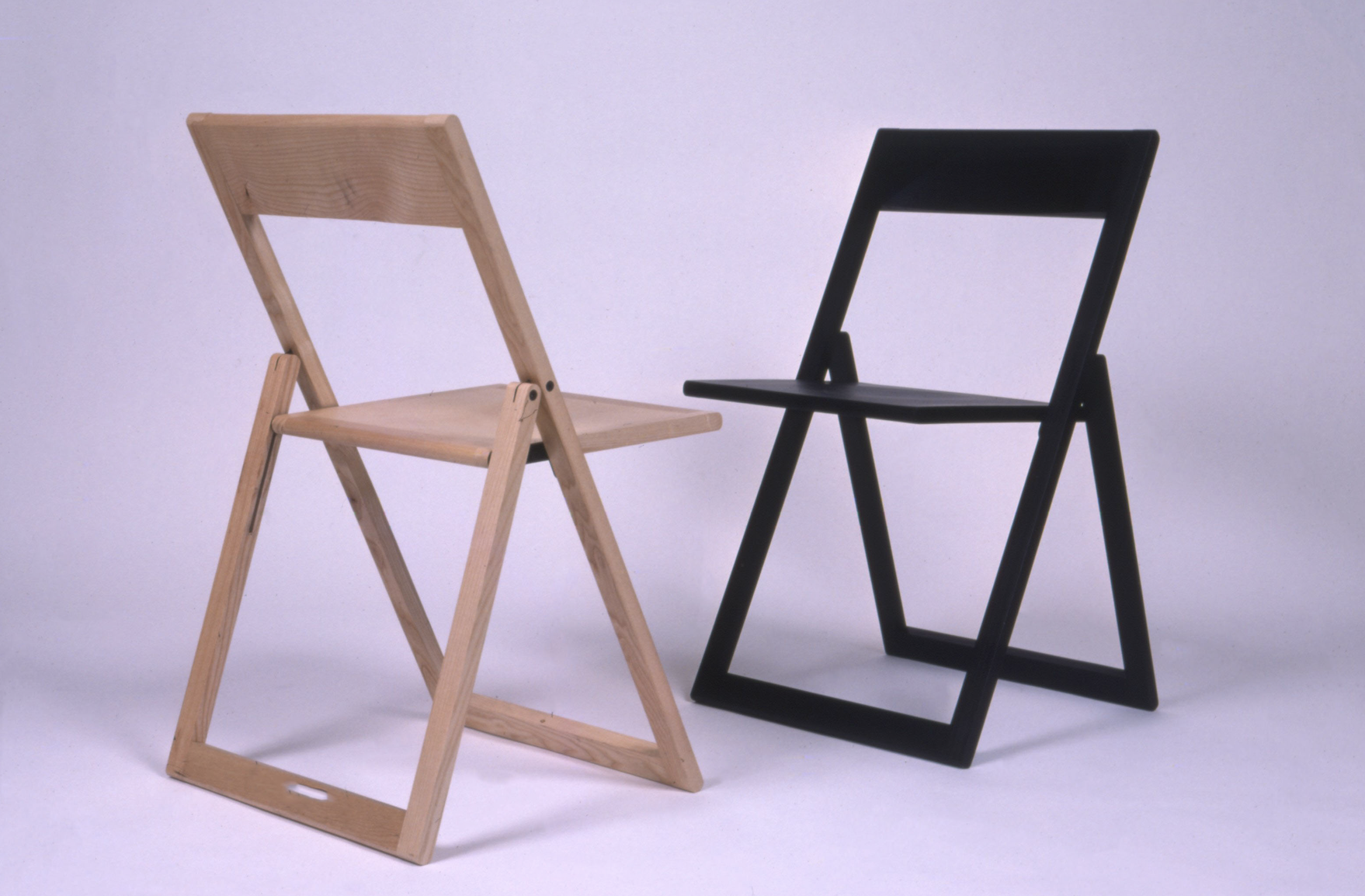
Chaise Aviva, 1975 (Magis Italie)

Entretemps et ce dès 1975, Marc Berthier, s'est rapproché d'éditeurs de design internationaux, dont Knoll aux États-Unis et Magis en Italie. À ce dernier, il propose la collection Aviva : mobilier pliant en bois massif de petite section (deux seulement) pour réaliser tous les modèles. Cette série, éditée par Magis à peine fondée par Eugenio Perazza, est une application de l'industrialisation maximum du bois massif. Le modèle de chaise Aviva inaugure la série,

## Les années 1980
Marc Berthier traverse une part de la décennie des années 1980, notamment avec la société Magis d'Eugenio Perazza Magis développant autour de l'univers naissant de la Hi-Fi des racks métalliques et containers à roulettes plurifonctionnels, la Magis Chair - chaise de travail en ABS et acier, et d'autres éléments de mobilier. Ces années 1980 mettent au premier plan l’univers de la bureautique, des télécommunications et de l’électronique. Le designer et son équipe répondent à ces nouveaux besoins par le programme Interaction Office (combinés téléphoniques multifonctions, calculatrices et réveils à lecture digitale, design de clavier) développé avec Pacific Promotion à Hong Kong ou au Japon avec Fujitsu pour la téléphonie mobile. En 1984, il dessine avec Guillaume Kuhlmann la lampe Jackspot, présentée au CCI à l’occasion du « Concours pour la création de nouvelles lampes de bureau », sous l'égide de l’APCI32, avec mention du jury pour son caractère novateur : fabriquée par Holight France, Jackspot était en effet l’une des premières lampes à plugger par jack (contact sans fil) sur une gaine technique, le Jackspot system. Dans l’univers du luminaire, Marc Berthier crée au même moment et toujours avec Guillaume Kuhlmann, les lampes Moebius. Il réalise aussi ces années-là des petites séries d'objets de la vie quotidienne: le service à thé en mélamine injectée Kyoto, le services complet Atréide en laiton ainsi que le service Iona.

## Les années 1990
Sa radio Tykho (1997), en élastomère, étanche, de forme rectangulaire et couleur acidulée, fait la couverture du magazine Time dans son édition du 20 mars 2000, posée dans un bol en verre rempli d’un peu d’eau, sous le titre de « The Rebirth of Design » et légendée Rubber radio by Marc Berthier,. « Je me suis demandé : à quoi sert une radio à l’aube de l’an 2000 ? », explique Marc Berthier, « Puis j’ai vu un usage intéressant : le matin, pour écouter les infos sur France Inter, dans sa salle de bains ! Alors j’ai repris l’archétype d’une radio, que j’ai enveloppée dans de la gomme plastique étanche pour la protéger de l’eau ». Produite par Lexon France, elle entre dans les collections du MoMA à New-York.

## Les années 2000
En 2002, Marc Berthier fonde avec sa fille Élise et ses anciens étudiants Pierre Garner et Fred Lintz, eliumstudio,,, qui, la même année, est remarqué lors de l’exposition Le design de la légèreté au VIA (Valorisation des Industries de l’Ameublement). Le nom choisi vient de « Helium pour la légèreté, et sans H pour aller à l’essentiel ». Comme exemple de ses créations durant cette décennie sont cités la bouilloire en céramique blanche Rowenta ou la montre Hermès Carré H pour homme en 2010.  

## Les années 2010-2020
À partir de la fin des années 2010, Marc Berthier se concentre sur de nouveaux projets.
«  Crise environnementale, sanitaire, sociale, démographique, économique... Les défis à relever sont nombreux, complexes et nécessitent une réaction positive, un profond changement de paradigme qui doit être envisagé différemment de ce que fut l’ère Post-Industrielle et la Révolution Numérique. Plus que jamais, il est urgent de produire de l’imagination. »  
En janvier 2022, Marc s'associe à Mikaela Kvan, sa collaboratrice de plusieurs années, avec laquelle il co-fonde le studio de design industriel et d'architecture KVAN x BERTHIER. 

## Mort
Marc Berthier meurt le 3 novembre 2022 à l'âge de 87 ans à Neuilly-sur-Seine,.

## Caractéristiques de ses créations
Marc Berthier a développé et appliqué tout au long de sa carrière ses recherches sur la légèreté, et l'économie de moyens, pour remplir les fonctions essentielles. En 1977, invité par Gilles de Bure à participer à l’International Design Conference in Aspen (ICDA, Aspen, Colorado), il théorise le concept de la légèreté : « La légèreté ne se limite pas à la recherche d’apesanteur »,,.

## Collections permanentes
- Musée National d'Art Moderne, Centre Georges Pompidou (Paris).
- Musée des Arts Décoratifs de Paris.
- Fonds National d'Art Contemporain (Paris).
- Museum of Modern Art - MoMA (New York).
- Cooper Hewitt Smithsonian design museum (New York).
- ADAM, Plasticarium (Bruxelles).

## Manifestations officielles et expositions temporaires
- « Domus, formes Italiennes », Galeries Lafayette Paris, 1967
- « Les Assises du Siège contemporain », Union centrale des arts décoratifs, Paris, 1968.
- Triennale de Milan (1968 – 1981 – 1992).
- Eurodomus III, Milan, 1970.
- « Le Plastique pour le Plastique », CNAAC - Centre National d'art Appliqué Contemporain, Paris, 1971.
- « Design Français », Pavillon de Marsan, Louvre, Paris, 1971.
- Eurodomus IV, Turin, 1972.
- « Habitat et Innovation », Grand Palais, Paris, 1974.
- ICDA / IBM fellows. Conférence « Le concept de Légèreté comme force de transformation de la Société Industrielle du XXIe siècle », Aspen, 1977.
- Centre National d'art et de culture Georges Pompidou, exposition inaugurale - Galerie d'Actualité, 1977.
- « Pour vivre heureux vivons léger » magazine Marie Claire novembre 1980, interview par Pompon Bailhache, en ouverture texte fondateur du concept de la légèreté : nouvelle tendance de fond de notre société, 8 pages illustrées.
- Musée National de Chicago, 1982
- Stedelijk Museum, Amsterdam, 1984
- « Carte Blanche », hommage à Jean Prouvé », VIA (Valorisation des Industries de l'Ameublement), Paris, 1984.
- « Vingt ans de création industrielle », exposition personnelle, Galerie Édifice, Paris, 1985.
- « Architecture et Industrie », symposium, Arc-et-Senans, 1985.
- « Rencontres France - Italie », sous la présidence de François Burckard, Directeur du CCI, et François Barré, Directeur du Parc de la Villette, Paris, 1986.
- « Design à la Villa Médicis », organisé par la SAD (Société des Artistes Décorateurs), Académie de France à Rome, 1986.
- « Design Français 1960 - 1990, trois décennies de créateurs », Centre National d'art et de culture Georges Pompidou, 1988.
- « Assises de l'architecture mécano-textile », Symposium, Nîmes, 1990.
- « Les années VIA : 1980 - 1990 », Musée des Arts Décoratifs, Paris, 1990.
- « Architectonic Symposium », Osaka, 1991.
- « Marc Berthier, 1980 - 1990 », exposition personnelle, VIA, Paris, 1991.
- « L'École française, les créateurs de meubles du XXe siècle », VIA / UNIFA, Salon du Meuble de Paris, 2000.
- « À vendre. L'habitat industrialisable », projets de l'unité Marc Berthier à l'ENSCI, Galerie du VIA, Paris, 2000.
- « Le design de la Légèreté – eliumstudio » (Marc Berthier, Élise Berthier, Frederic Lintz, Pierre Garner), Galerie du VIA (Valorisation des Industries de l'ameublement), Paris, 2002.
- « Architecture and Design: Inaugural Installation », MoMA, New York, 2004 – 2005.
- « Design en Stock, 2000 objets du Fonds National d'art contemporain », Palais de la Porte Dorée, Paris, 2004 – 2005.
- « Design d'en France » l'Année de la France en Chine (Beijing, Nanjing, Shenzhen) Chine, 2004 – 2005.
- « Prisunic et le design », Galerie du VIA (Valorisation des Industries de l'ameublement), Paris, 2008.
- « Design et Héritage », Galerie Haute Définition, Paris, 2008.
- « Mobi Boom, l'explosion du design en France, 1945 – 1975 », Musée des Arts décoratifs, Paris, 2010.
- « Design à 360°. Dix ans de créations », Marc Berthier - eliumstudio à la Rotonde de Ledoux, Designers Days, Paris, 2012.
- « Century of the Child: Growing by Design, 1900 – 2000 », MoMA, New York, 2012.
- « Traits d'union - Objets d'empathie », Biennale Internationale de Design de Saint-Étienne, 2013.
- « Making Music Modern – Design for Ear and Eye », MoMA, New York, 2015.
- « Bureaux Fantômes », Kanal – Centre Pompidou, Bruxelles, 2019.

## Enseignement
- Enseignant puis directeur d'Unité pédagogique, à l'École nationale supérieure de création industrielle (ENSCI), de 1985 à 2000, avec Inga Sempé comme assistante[3].